# Čtveráci
Čtveráci je historický román z období počátku třicetileté války. Václav Kaplický jej napsal v letech 1950 až 1951.
Román popisuje příčiny a vznik povstání sedláků, jejich snahu o zrušení poddanství a uznání sedláků jako čtvrtého stavu - odtud pochází také název díla. Časový rámec děje začíná v roce 1618 pražskou defenestrací a končí v roce 1621 dobytím města Tábor. Na pozadí hlavních historických událostí je zobrazen život nájemného vojáka Vaňka Bezoucha, který je naverbován do stavovského vojska a nakonec se přidává na stranu sedláků.